# Eszeveszett küldetés
Az Eszeveszett küldetés (eredeti cím: 3 Jours max) 2023-as francia filmvígjáték, amelyet Tarek Boudali írt és rendezett. A 2020-ban bemutatott 30 nap maximum című film folytatása. A főbb szerepekben Boudali, Philippe Lacheau, Julien Arruti és Vanessa Guide látható.
Franciaországban 2023. augusztus 26. mutatták be a mozikban. Magyarországon december 7-én jelent meg a Prorom Entertainment Kft. fogalmazásában.

## Cselekmény
Rayane bumfordi rendőr, kétségbeesetten próbál belépni a titkosszolgálatba. Egy nap hívást kap Mexikóból: a nagymamáját elrabolták a Cancún Nous Voilà című valóságshow forgatása közben. Az asszony kiszabadításához 3 napja van arra, hogy megszerezze az emberrablók által követelt két, kivételes erővel rendelkező smaragdot. Ennek érdekében minden kockázatot vállal, Párizs, Abu-Dzabi és Cancún között utazva.

## Szereplők
| Szerep                 | Színész           | Magyar hang       |
| ---------------------- | ----------------- | ----------------- |
| Rayane                 | Tarek Boudali     | Fehér Tibor       |
| Tony                   | Philippe Lacheau  | Szabó Máté        |
| Pierre                 | Julien Arruti     | Fekete Zoltán     |
| Stéphanie              | Vanessa Guide     | Kelemen Kata      |
| Linda                  | Reem Kherici      | Solecki Janka     |
| Rayane nagymamája      | Marie-Anne Chazel | Farkasinszky Edit |
| titkosszolgálat embere | Élodie Fontan     |                   |

## A film készítése
A forgatás 2022 szeptemberében kezdődött Párizsban, amint azt Tarek Boudali megerősítette Olivier Baroux Született hazudozó című filmjének promóciója során. A film készítése Cancúnban és Abu-Dzabiban is zajlott. A film elején a titkosszolgálat helyiségeit a meaux-i Musée de la Grande Guerre-ban forgatták.

## Fordítás
- Ez a szócikk részben vagy egészben  a(z)   30_Jours_max című francia Wikipédia-szócikk fordításán alapul.  Az eredeti cikk szerkesztőit annak laptörténete sorolja fel. Ez a jelzés csupán a megfogalmazás eredetét és a szerzői jogokat jelzi, nem szolgál a cikkben szereplő információk forrásmegjelöléseként.